# Đỗ Kế Giai
Đỗ Kế Giai (1929 – 2016), nguyên là một tướng lĩnh gốc Nhảy dù của Quân lực Việt Nam Cộng hòa, cấp bậc Thiếu tướng. Ông xuất thân từ những khóa đầu tiên ở trường Võ bị Quốc gia Việt Nam trong giai đoạn Quân đội Liên hiệp Pháp. Sau này, ông được chuyển sang lĩnh vực Tham mưu và Chỉ huy các đơn vị Bộ binh. Sau cùng, ông đảm nhiệm chức vụ Chỉ huy trưởng Binh chủng Biệt động quân.

## Tiểu sử & Binh nghiệp
Ông sinh vào tháng 6 năm 1929, trong một gia đình điền chủ tại Bến Tre, miền tây Nam phần Việt Nam. Năm 1949, ông tốt nghiệp Trung học chương trình Pháp (trường Trung học Nguyễn Đình Chiểu, Mỹ Tho) với văn bằng Tú tài bán phần (Part I).

### Quân đội Liên hiệp Pháp
Tháng 6 năm 1951, thi hành lệnh động viên, ông nhập ngũ vào Quân đội Liên hiệp Pháp, mang số quân: 49/118.249. Theo học khóa 5 Hoàng Diệu tại trường Võ bị Liên quân Đà Lạt, khai giảng ngày 1 tháng 7 năm 1951. Ngày 24 tháng 4 năm 1952, mãn khóa tốt nghiệp với cấp bậc Thiếu úy hiện dịch.

### Quân đội Quốc gia Việt Nam
Sau khi ra trường, ông được chọn phục vụ trong Tiểu đoàn 3 Nhảy dù đồn trú tại Hà Nội. Sau đó chuyển biên chế sang Quân đội Quốc gia. Cuối tháng 7 năm 1954, sau Hiệp định Genėve (ngày 20 tháng 7), ông được thăng cấp Trung úy và cùng đơn vị di chuyển vào Nam đồn trú tại Nha Trang.

### Quân đội Việt Nam Cộng hòa
Cuối tháng 10 năm 1955, sau khi chuyển sang phục vụ cơ cấu mới là Quân đội Việt Nam Cộng hòa, ông được thăng cấp Đại úy. Tháng 8 năm 1957, ông được cử làm Tiểu đoàn trưởng Tiểu đoàn 6 Nhảy dù thay thế Đại úy Dư Quốc Đống. Tháng 10 năm 1959, ông được thăng cấp Thiếu tá tại nhiệm.
Trung tuần tháng 11 năm 1961, ông được cử giữ chức vụ Chiến đoàn trưởng Chiến đoàn 2 Nhảy dù tân lập, sau khi bàn giao Tiểu đoàn 6 nhảy dù lại cho Đại úy Tống Hồ Hàm.
Tháng 8 năm 1963, ông được cử đi du học lớp Tham mưu cao cấp (khóa 1963 - 2) thụ huấn 16 tuần tại Học viện Chỉ huy và Tham mưu Fort Leavenworth, Kansas, Hoa Kỳ. Đầu năm 1964 mãn khóa học về nước tiếp tục chức vụ cũ. Đầu năm 1965, ông được thăng cấp Trung tá và bàn giao Chiến đoàn 2 Nhảy Dù lại cho Thiếu tá Ngô Xuân Nghị. Sau đó, ông được chuyển đi làm Tham mưu trưởng Sư đoàn 25 Bộ binh do Đại tá Nguyễn Thanh Sằng làm Tư lệnh.
Tháng 9 năm 1966, ông được thăng cấp Đại tá và được bổ nhiệm làm Tư lệnh Sư đoàn 10 Bộ binh thay thế Thiếu tướng Lữ Lan đi làm Chỉ huy trưởng trường Đại học Quân sự tại Đà Lạt. Ngày quốc khánh Đệ Nhị Cộng hòa 1 tháng 11 năm 1967, ông được thăng cấp Chuẩn tướng tại nhiệm. Ngày 20 tháng 8 năm 1969, ông nhận lệnh bàn giao Sư đoàn 18 lại cho Chuẩn tướng Lâm Quang Thơ. Sau đó, ông được điều động về phục vụ tại Bộ Tổng tham mưu.
Tháng 8 năm 1972, ông được bổ nhiệm làm Chỉ huy trưởng Binh chủng Biệt động quân đặt tại trại Đào Bá Phước ở đường Tô Hiến Thành, quận 10, Sài Gòn (đối diện với Bộ chỉ huy Đơn vị 3 Quản trị Trung ương) Ngày 1 tháng 4 năm 1974, ông được thăng cấp Thiếu tướng tại nhiệm.
- Bộ chỉ huy Biệt động quân Trung ương vào thời điểm tháng 3, tháng 4 năm 1975, nhân sự trong Bộ chỉ huy và Chỉ huy các đơn vị trực thuộc được phân bổ trách nhiệm như sau:
-Chỉ huy trưởng Bộ chỉ huy Trung ương - Thiếu tướng Đỗ Kế Giai
-Chỉ huy phó - Đại tá Nguyễn Quang Kiệt[11]
-Tham mưu trưởng - Đại tá Nguyễn Khắc Trường[12]
-Chỉ huy trưởng BĐQ[13] Quân khu 1 - Đại tá Nguyễn Đức Khoái[14]
-Chỉ huy trưởng BĐQ Quân khu 2 - Chuẩn tướng Phạm Duy Tất
-Chỉ huy trưởng BĐQ Quân khu 3[15] - Đại tá Nguyễn Thành Chuẩn[16]
-Tư lệnh Sư đoàn 106[17] - Đại tá Nguyễn Văn Lộc[18]
-Chỉ huy Pháo binh - Trung tá Đặng Toàn[19]
- Chỉ huy các Liên đoàn Biệt động quân Tổng trừ bị và các Liên đoàn Tiếp ứng:
- Các Liên đoàn Tổng trừ bị đặt thuộc Bộ Tổng tham mưu:
-Liên đoàn 4 - Trung tá Trần Văn Sáu
-Liên đoàn 6 - Đại tá Cao Văn Ủy[20]
-Liên đoàn 7 - Đại tá Nguyễn Kim Tây[21]
-Liên đoàn 8 - Đại tá Vũ Phi Hùng[22]
-Liên đoàn 9 - Trung tá Trịnh Ngọc Điệp
- Các Liên đoàn Tiếp ứng đặt thuộc Bộ tư lệnh Quân đoàn I và Quân khu 1:
-Liên đoàn 11 - Trung tá Phạm Khắc Ấn
-Liên đoàn 12 - Đại tá Trần Kim Đại[23]
-Liên đoàn 14 - Trung tá Chung Thanh Tòng
-Liên đoàn 15 - Trung tá Nguyễn Văn Thiệt
- Các Liên đoàn Tiếp ứng đặt thuộc Bộ tư lệnh Quân đoàn II và Quân khu 2:
-Liên đoàn 21 - Đại tá Lê Quý Dậu[24]
-Liên đoàn 22 - Đại tá Bùi Văn Huấn
-Liên đoàn 23 - Đại tá Lê Tất Biên[25]
-Liên đoàn 24 - Trung tá Hoàng Kim Thanh
-Liên đoàn 25 - Đại tá Đặng Hưng Long
- Các Liên đoàn Tiếp ứng đặt thuộc Bộ tư lệnh Quân đoàn III và Quân khu 3:
-Liên đoàn 31 - Đại tá Nguyễn Văn Biết[26]
-Liên đoàn 32 - Trung tá Lê Bảo Toàn
-Liên đoàn 33- Trung tá Bùi Văn Sâm
- Chi tiết về các Liên đoàn, xem bài Tiểu sử Binh chủng Biệt Động Quân

## Giai đoạn đầu năm 1975
Vào những ngày cuối của tháng 4, ông thừa lệnh Tổng thống Trần Văn Hương, được sự ủy nhiệm của Bộ Quốc phòng và Bộ Tổng Tham mưu, đứng ra thành lập các Sư đoàn Biệt động quân gồm Sư đoàn 101 và 106, bước đầu đã hình thành nhưng quá trễ vì lực lượng của đối phương đã tiến vào sát Sài Gòn.
Sau ngày 30 tháng 4, ông bị chính quyền mới đưa đi học tập và cải tạo trong 17 năm, mãi cho đến ngày 5 tháng 5 năm 1992 ông mới được trả tự do.
Ngày 26 tháng 10 năm 1993, ông được xuất cảnh theo chương trình "Ra đi có trật tự" diện H.O do Chính phủ Hoa Kỳ bảo lãnh. Sau đó, ông đoàn tụ cùng gia đình tại Garland, Tiểu bang Texas, Hoa Kỳ.
Ngày 21 tháng 2 năm 2016, ông từ trần tại nơi định cư, hưởng thọ 87 tuổi.

## Huy chương
–Bảo quốc Huân chương đệ tam đẳng
–Chương mỹ Bội tinh đệ nhị hạng
–Nhiều huy chương Quân sự, Dân sự khác

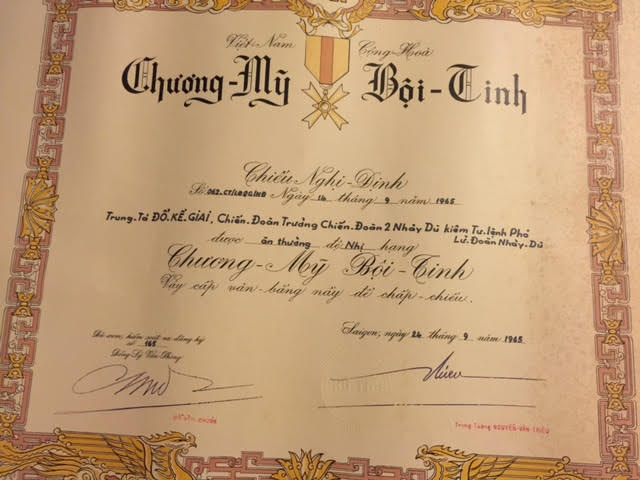
Chương Mỹ Bội tinh Đệ nhị hạng
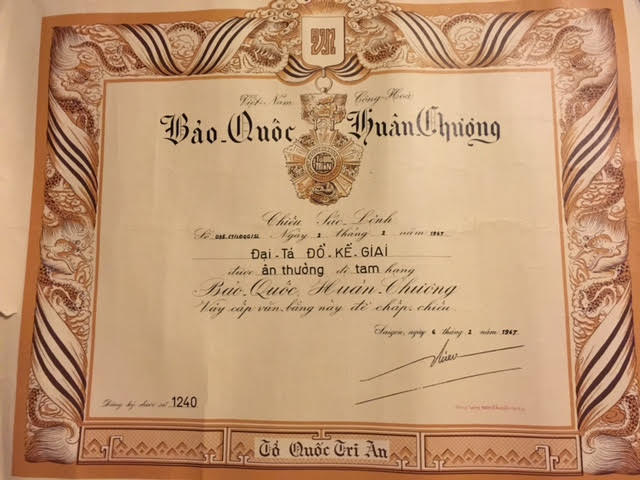
Bảo quốc Huân chương Đệ tam đẳng

## Gia đình
- Các con: 7 người con (6 trai, 1 gái):
Đỗ Hồng Nguyên, Đỗ Thị Minh Thư, Đỗ Kế Toại, Đỗ Hoàng Minh, Đỗ Đức Siêu, Đỗ Kính Tu, Đỗ Mộng Lân.